# Habenaria altior
Habenaria altior är en orkidéart som beskrevs av Alfred Barton Rendle. Habenaria altior ingår i släktet Habenaria och familjen orkidéer. Inga underarter finns listade i Catalogue of Life.